# Роча, Педро
Педро Вирхилио Роча (исп. Pedro Virgilio Rocha Franchetti; 3 декабря 1942, Сальто — 2 декабря 2013, Сан-Паулу) — уругвайский футболист, полузащитник и нападающий.

## Биография
Его имя связано в основном с двумя клубами — уругвайским «Пеньяролем» и бразильским «Сан-Паулу», в которых прошла большая часть карьеры футболиста.
В составе «Пеньяроля» Роча завоевал 3 Кубка Либертадорес, 2 Межконтинентальных кубка, 7 раз становился чемпионом Уругвая, трижды — лучшим бомбардиром чемпионата.
В составе «Сан-Паулу» Роча выиграл два чемпионата штата и чемпионат Бразилии, становился его лучшим бомбардиром.
Роча — лучший уругвайский футболист 1960-х (по версии ФИФА) и один из лучших в первой половине 1970-х годов. В 1970 году вместе со сборной Уругвая дошёл до полуфинала чемпионата мира. Однако сам Роча, который начинал турнир в качестве капитана команды, получил серьёзную травму в первом же матче против сборной Израиля и в дальнейшем участия в турнире не принимал. Всего Роча участвовал на четырёх чемпионатах мира (1962, 1966, 1970, 1974 гг).
По завершении карьеры игрока работал тренером.
Страдал атрофией мозга. Скончался 2 декабря 2013 года.

## Награды

### Командные
- Чемпион Уругвая (8): 1959, 1960, 1961, 1962, 1964, 1965, 1967, 1968
- Чемпион Бразилии: 1977
- Чемпион штата Сан-Паулу (2): 1971, 1975
- Чемпион штата Парана: 1978
- Обладатель Кубка Либертадорес (3): 1960, 1961, 1966
- Обладатель Межконтинентального Кубка (2): 1961, 1966
- Обладатель Суперкубка межконтинентальных чемпионов: 1969 (южноамериканская часть)
- Чемпион Южной Америки: 1967

### Личные
- Лучший бомбардир чемпионата Бразилии: 1972
- Лучший бомбардир чемпионата Уругвая (3): 1963, 1965, 1968
- Лучший бомбардир Суперкубка межконтинентальных чемпионов (2): 1968, 1969
- Лучший бомбардир Суперкубка межконтинентальных чемпионов в истории турнира — 9 голов.